# جائزة سيرفيه
جائزة سيرفيه Servais Prize هي جائزة أدبية في لوكسمبورغ تمنحها مؤسسة سيرفيه. تشكل لجنة تحكيم وتمنح لأي كاتب في لوكسمبورغ بغض النظر عن لغته أو عن نوع عمله الأدبي سواء شعر أو مسرحية أو رواية. وقد منحت للمرة الأولى عام 1992.
من الفائزين بها: ليكس جاكوبي 1996 – جوزيه إنش 1998 – بول ساكس 2009 – جام كرير 2011.